# Estádio Jaime Guerra
O Estádio Jaime Guerra é um estádio de futebol localizado na cidade goiana de Nerópolis. Tem capacidade para 4.000 espectadores.